# Пісні далекої Землі
«Пісні далекої Землі» (англ. The Songs of Distant Earth) — науково-фантастичний роман Артура Кларка, написаний в 1986 році на основі його однойменної повісті 1958 року.

## Сюжет повісті 1958 року
Таласса — віддалена від Землі планета (100 років подорожі із швидкістю близькою до світлової), що вкрита водою з єдиним існуючим островом, була колонізована людською експедицією в 2626 році. З того часу зв'язок з Землею не підтримувався.
Через 300 років біля Талласи, через руйнування крупним метеоритом захисного екрану, робить аварійну зупинку космічний корабель «Магелан» з колоністами з Землі.
Група інженерів висаджується на Талассу, їм потрібен значний об'єм води для створення нового екрану, оскільки до їхньої планети «Магелану» ще летіти 200 років.
За час ремонту, земляни поділились записами з культурними надбаннями Землі за попередні століття. Найбільше враження на талассіанців справила музика.
Місцева дівчина Лора закохалась в інженера Леона, але їм не бути разом. Під час короткої екскурсії на «Магелан», він показує їй свою вагітну дружину в анабіозі.

## Переклади українською
- Артур Кларк. Пісні далекої Землі / пер. з англ. Вадим Хазін // Всесвіт. — 1993. — № 3/4. — С. 3—108.